# فوتبال در بازی‌های آسیایی ۱۹۵۴
مسابقات فوتبال در بازی‌های آسیایی ۱۹۵۴ از تاریخ ۱ تا ۸ مه ۱۹۵۴ در شهر مانیل فیلیپین برگزار شده است.
این مسابقات با حضور ۱۲ تیم از قاره آسیا با زمان ۸۰ دقیقه انجام شده است.